# Personal and Ubiquitous Computing
Personal and Ubiquitous Computing is een internationaal, aan collegiale toetsing onderworpen wetenschappelijk tijdschrift over pervasive computing, een onderzoeksgebied waarin vooral informatica en telecommunicatie van belang zijn. De naam wordt in literatuurverwijzingen meestal afgekort tot Pers. Ubiquit. Comput. Het wordt uitgegeven door Springer Science+Business Media en verschijnt tweemaandelijks. Het eerste nummer verscheen in 1997.